# Caranx sansun
Caranx sansun es una especie de peces de la familia Carangidae en el orden de los Perciformes.

## Morfología
• Los machos pueden llegar alcanzar los 91,4 cm de longitud total.

## Distribución geográfica
Se encuentra en las  costas de los océanos Índico y Pacífico.